# Memnonovi kolosi
Memnonovi kolosi (grč. Μέμνονος ϰολοσσοί, Mémnonos kolossοί) su dva velika kamena kipa faraona Amenofisa III. iz 14. stoljeća pr. Kr. (Novo egipatsko kraljevstvo), koje od oko 1370. pr. Kr. stoje kod Medinet Habua u Egiptu, ispred Doline kraljeva. 
Figure od kairskog kvarcita predstavljaju Amenofisa III. u sjedećem položaju s rukama na koljenima i pogledom usmjerenim prema istoku (istok-jugoistok) i Nilu, te s druge strane rijeke na grad Luksor. Dvije manje skulpture ispred njegovih nogu predstavljaju njegovu suprugu Tij i majku Mutemviju. Sa strane je prikazan bog Nila Hapi i simbolična unija Gornjeg i Donjeg Egipta predstavljena ljiljanom i papirusom.
Visina zapadnog (južnog) kolosa je 13,97 m (17,27 m s postoljem), a pretpostavlja se da je bio visok 21 m s krunom koja mu nedostaje. Težak je 749 tona, a s postoljem 1305 tona. Dimenzije istočnog (sjevernog) kolosa su mrvicu veće (visina 14,76 m; s postoljem 18,36 m, a težina 758 tona, a s postoljem 1360 tona). Razmak između kolosa je 15 metara.
Obje figure su veoma oštećene, tako da nisu prepoznatljivi detalji iznad pojasa. Zapadna figura je iz jednog bloka, dok istočna ima veliku pukotinu u donjem dijelu, a u gornjem se sastoji iz 5 slojeva kamena. Ovi gornji slojevi su od pješčenjaka, i rezultat su pokušaja rekonstrukcije iz vremena Rimskog carstva. Vjeruje se kako su izvorno figure bile identične osim malih razlika u natpisima.
Prvotna namjena kolosa je bila da stražare na ulazu u pogrebni hram Amenofisa III. u Tebi, ogromnog kompleksa građevina na 35 hektara u kojima je faraon slavljen kao bog i prije i poslije smrti. U svoje vrijeme to je bio najveći kompleks hramova u Egiptu. Poslije su faraoni potpuno srušili taj nekoć najsjajniji tebanski hram, pa su Memnonovi kolosi uz 10 m visoku stelu njegovi jedini ostatci. Stalne godišnje poplave rijeke Nil oslabile su njegove temelje, a kasniji vladari su koristili građevinski materijal s hramova za svoje poduhvate.

## Ime i legenda
Prema Ilijadi Memnon je bio sin Eos, božice zore i heroj iz Trojanskog rata, kralj Etiopije koji je iz Afrike došao u Malu Aziju u pomoć braniteljima Troje, a kojega je ubio Ahilej. U 3. stoljeću pr. Kr. (grčka dinastija Ptolomejevići) počelo se vjerovati kako jedan od kipova prikazuje mitskog etiopskoga kralja Memnona, te ih od tada nazivaju Memnonovim kolosima.
Figure su dobile ime po njemu, jer Memnon znači „Odlučni“, što se odnosi na zvuk koji se mogao čuti iz jedne od figura. Naime, veliki zemljotres 27. pr. Kr. srušio je gornji dio istočnog kolosa i napravio veliku pukotinu u donjem dijelu. Preostali dio figure bi pred zoru puštao zvuk. Najraniji izvještaj o ovom fenomenu je od povjesničara i geografa Strabona, koji je tvrdio kako je čuo ovaj zvuk 20. pr. Kr. O tome su još pisali Plinije, Pauzanija i Juvenal. Na samoj figuri postoji oko 90 grafita posjetilaca koji su došli posvjedočiti ovoj pojavi. Legenda o „zvuku iz kolosa“ se proširila antičkim svijetom. I nekoliko rimskih careva je posjetilo kolose jer su vjerovali kako oni imaju nešto božansko ili moć predviđanja. Oko 199. godine car Septimije Sever je naredio popravak kolosa u namjeri da dobije naklonost bogova. Poslije ove intervencije, tajanstveni zvuk se više nije javljao.
Znanstvenici smatraju kako je ovaj fenomen prouzrokovan promjenom temperature u jutro i isparavanjem rose iz porozne stijene. Slični zvukovi se danas mogu čuti kod drugih spomenika starog Egipta u okolici, kao što je hram u Karnaku.

## Vanjske poveznice
- Uklonjene štetne naslage prljavštine na Memnonovim kolosima, Karcher
- Memnonovi kolosi (engl.)
- Drevna tajna: Zašto su Memnonovi kolosi „pevali“ u zoru? National Geographic, Srbija (srp.)